# 大麻東町
大麻東町（おおあさひがしまち）とは、北海道江別市の町丁。郵便番号は069-0852。人口は1,429人、世帯数は680世帯（2023年12月1日現在）。丁目の設定のない単独町名である。住居表示は全域で未実施。

## 地理
大麻東町は函館本線の北西側の地域で、町内を13丁目通が横断している。

## 歴史

### 年表
- 1965年（昭和40年）
  - 2月20日 - 「字大麻」の一部が「大麻東町」に町名地番変更[5]。

### 町名の変遷
町名の変遷は以下の通りである。
| 実施後   | 実施年月日    | 実施前（各町名ともその一部） |
| -------- | ------------- | ---------------------------- |
| 大麻東町 | 1965年2月20日 | 字大麻                       |

## 世帯数と人口
2023年（令和5年）12月1日現在の世帯数と人口は以下の通りである。
| 町丁     | 世帯    | 人口    |
| -------- | ------- | ------- |
| 大麻東町 | 680世帯 | 1,429人 |
| 計       | 680世帯 | 1,429人 |

### 人口の変遷
国勢調査による人口の推移。
| 1995年（平成7年）  | 1,713人 | [ 6 ]  |  |
| 2000年（平成12年） | 1,456人 | [ 7 ]  |  |
| 2005年（平成17年） | 1,404人 | [ 8 ]  |  |
| 2010年（平成22年） | 1,358人 | [ 9 ]  |  |
| 2015年（平成27年） | 1,372人 | [ 10 ] |  |
| 2020年（令和2年）  | 1,435人 | [ 11 ] |  |

### 世帯数の変遷
国勢調査による世帯数の推移。
| 1995年（平成7年）  | 658世帯 | [ 6 ]  |  |
| 2000年（平成12年） | 613世帯 | [ 7 ]  |  |
| 2005年（平成17年） | 583世帯 | [ 8 ]  |  |
| 2010年（平成22年） | 586世帯 | [ 9 ]  |  |
| 2015年（平成27年） | 612世帯 | [ 10 ] |  |
| 2020年（令和2年）  | 606世帯 | [ 11 ] |  |

## 小・中学校の通学区
小・中学校の通学区は以下の通り。
| 町丁     | 字・番地 | 小学校       | 中学校       |
| -------- | -------- | ------------ | ------------ |
| 大麻東町 | 全域     | 大麻東小学校 | 大麻東中学校 |

## 施設

### 公共・公的施設
- 江別市立大麻東小学校（大麻東町32）[13]
- 江別大麻東町郵便局（大麻東町14-11）[14]
- 麻の実児童センター（大麻東町14-8）[15]

### 公園
- 大麻東公園（大麻東町35）[16]
- ひので公園（大麻東町14-8）[16]
- ひまわり公園（大麻東町33・34）[16]

### 医療・福祉
- ゆめみの保育園（大麻東町30-10）[17]
- 誠染保育園(大麻東町26-4）[18]
- 大麻内視鏡内科クリニック（大麻東町31-1）[19]
- まきうら歯科（大麻東町27-5）[20]

### 住宅
- 大麻東町団地（大麻東町1）[21]

### 企業・店舗
- ツルハドラッグ 大麻店（大麻東町14-5）[22]
- ディスカウントストアトライアル 江別大麻店（大麻東町13-11）[23]
- 北海道信用金庫 大麻支店（大麻東町14-3）[24]
- セイコーマート 大麻東町店（大麻東町1-2）[25]
- ノルデン薬局 大麻店（大麻東町31-47）[26]
- 大麻銀座商店街（大麻東町13–11）[27]

### その他
- 小規模多機能ホーム みのりの丘[28]
- グループホーム冬桜（大麻東町31-5）[29]

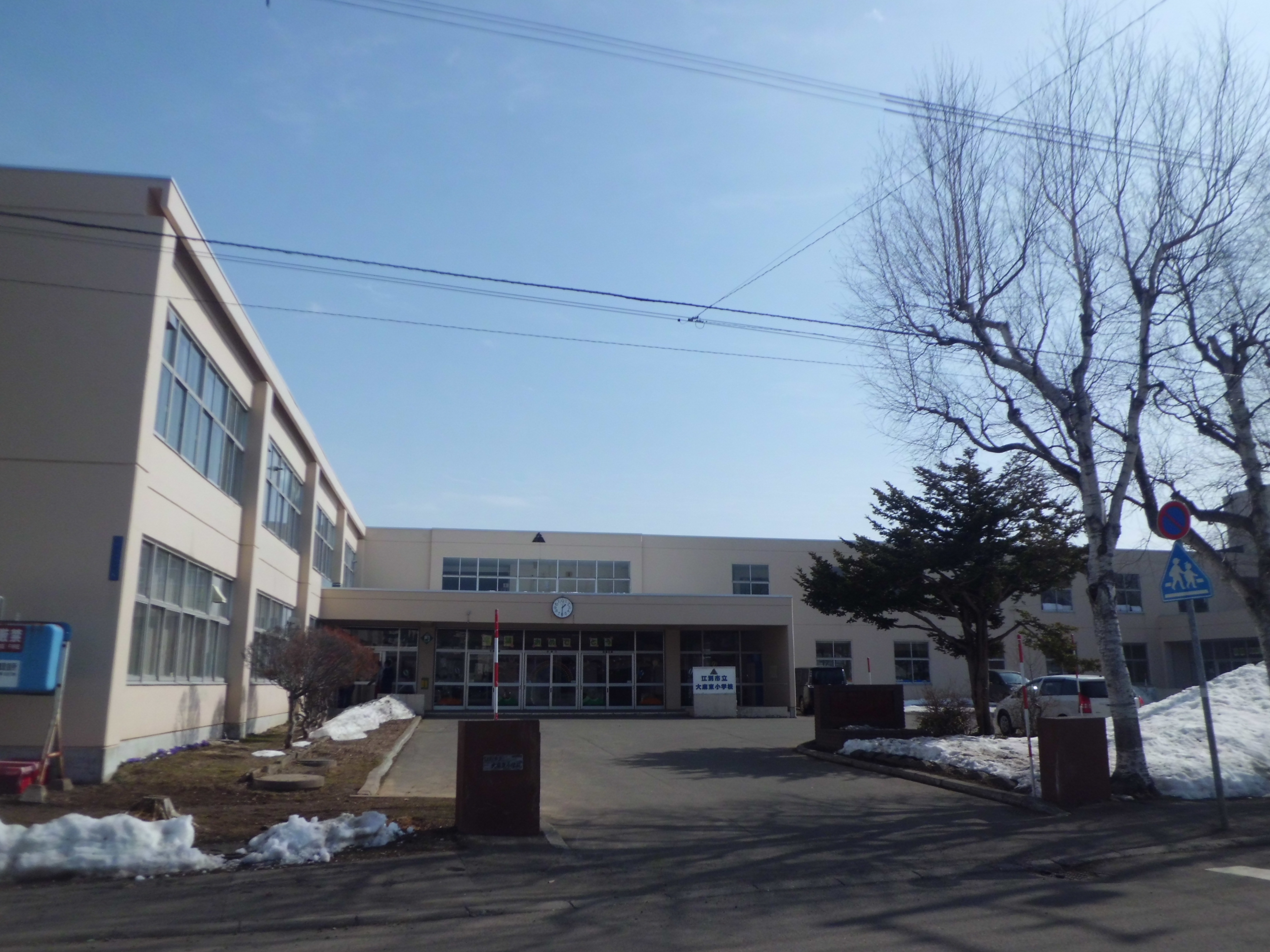
大麻東小学校
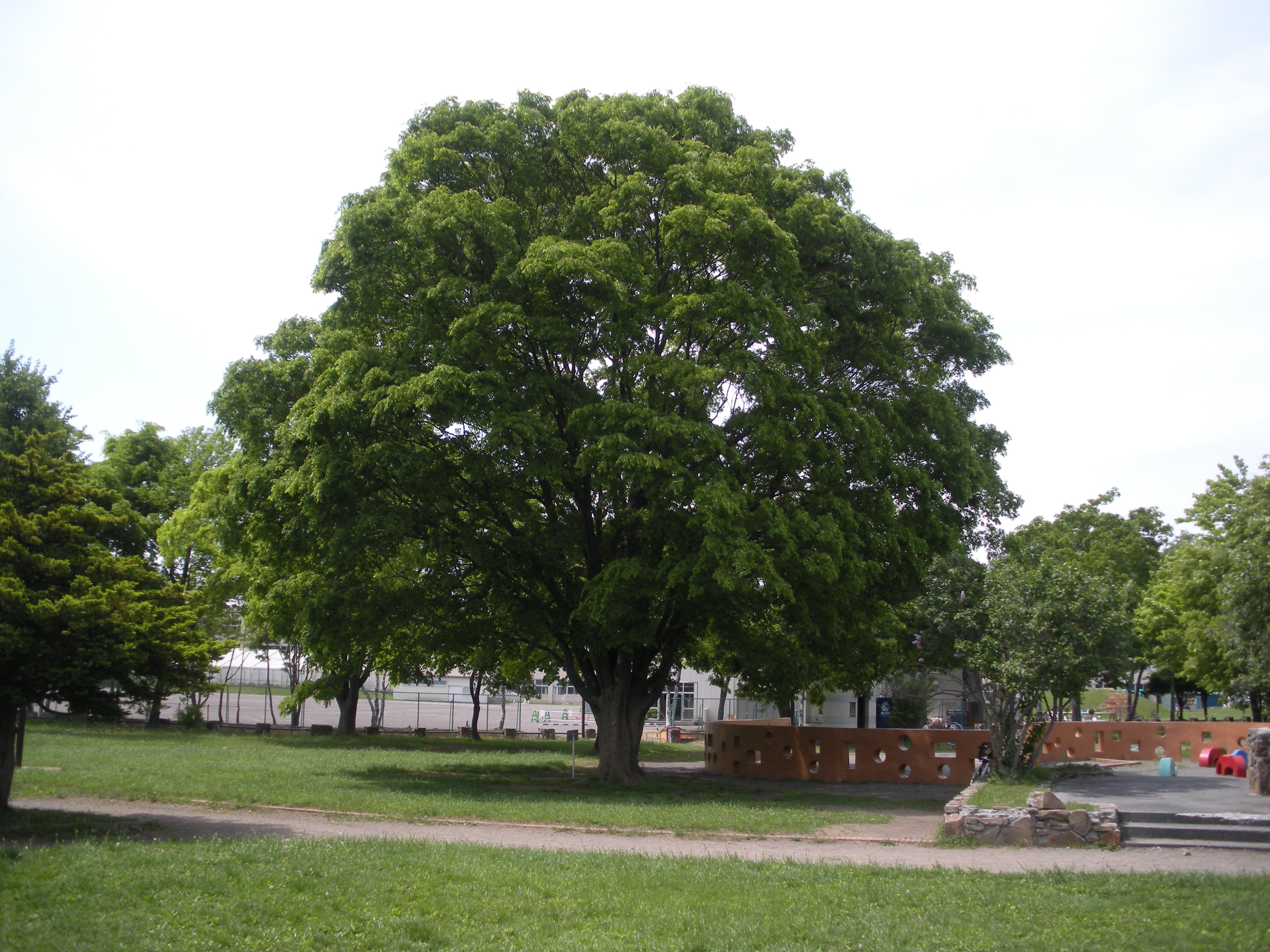
大麻東公園のケヤキ

## 交通

### 鉄道
- 鉄道駅は町内には存在しない。最寄り駅は函館本線の大麻駅。
  - 北海道旅客鉄道
    - ■函館本線

### バス
- 町内に ジェイアール北海道バス及び北海道中央バスの路線がある。[30]

### 道路
- 一般国道
  - 町内に一般国道は通っていない。[4]

- 一般道道
  - 道道626号東雁来江別線[4]

- 都市計画道路
  - 3・4・313 2番通・道道東雁来江別線[4][31]
  - 3・4・323 大麻13丁目通[4][31]